# Paris Pişmiş
Marie Paris Pişmiş de Recilas (in armeno Պարիս Փիշմիշ?), nata Mari Sukiasyan (in armeno Մարի Սուքիասյան?) (Ortaköy, 30 gennaio 1911 – 1º agosto 1999) è stata un'astronoma armena che si è distinta nel suo lavoro in Messico.

## Biografia

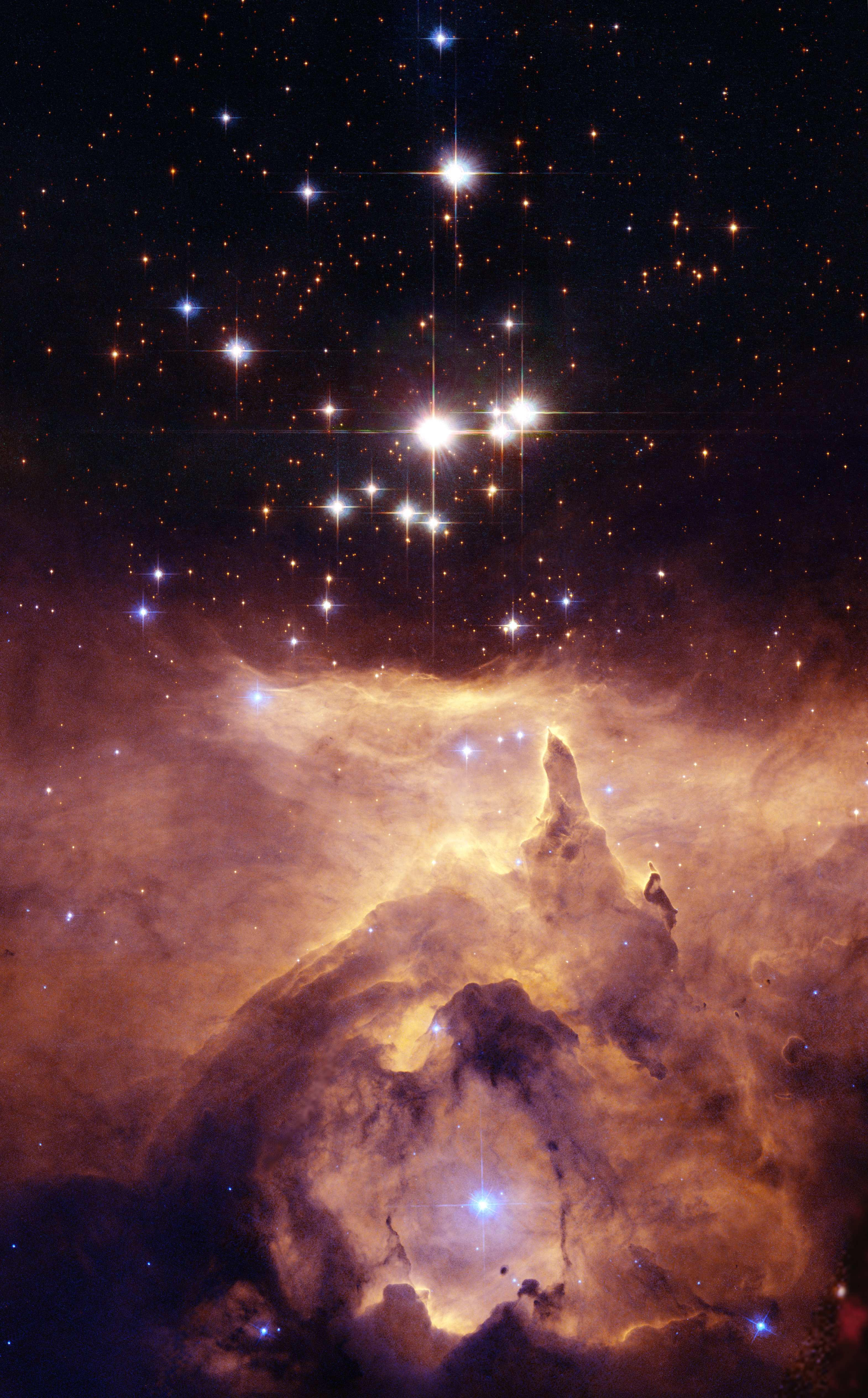
Immagine di Hubble di Pismis 24, una delle regioni HII identificate nel suo catalogo.

Ha completato gli studi alle superiori presso la Üsküdar American Academy. Nel 1937, divenne la prima donna a ottenere un dottorato di ricerca alla Facoltà di Scienze dell'Università di Istanbul. Il suo tutor era Erwin Finlay Freundlich. Più tardi, andò all'università di Harvard dove incontrò il suo futuro marito Félix Recillas, un matematico messicano. Si stabilirono in Messico e divenne così la prima astronoma professionista in Messico. Secondo Dorrit Hoffleit, "è la persona più influente nel definire l'importanza del Messico nell'istruzione e nella ricerca astronomica".
Per più di 50 anni ha lavorato presso l'UNAM che le ha assegnato numerosi premi tra cui il "Premio per l'insegnamento delle scienze".
Pişmiş ha studiato tra le altre cose la cinematica delle galassie, le nebulose H II, la struttura di ammassi stellari aperti e nebulose planetarie. Ha compilato il catalogo Pismis di 22 ammassi aperti e di 2 ammassi globulari nell'emisfero meridionale.
Nel 1998, ha pubblicato un'autobiografia intitolata "Reminiscences in the Life of Paris Pişmiş: a Woman Astronomer". È morta nel 1999. Secondo le sue volontà, fu cremata. Sua figlia Elsa è un'astrofisica.